# John Calley (ingeniero)
John Calley (1663 – diciembre de 1717), fue un metalúrgico, plomero y soplador de vidrio británico, socio del pionero de la máquina de vapor Thomas Newcomen (1663-1729).

## Semblanza
Calley era miembro de una familia de Dartmouth. Contribuyó a desarrollar la máquina de vapor de Newcomen, también conocida como motor de vapor atmosférico. Su nombre figura en la patente de 1708 con Newcomen y Thomas Savery. El motor que crearon era una variación de la tecnología disponible por entonces, utilizando una combinación de cilindros de vapor, pistones, condensación de superficie, y la separación de partes mecánicas (que eran normalmente colocadas juntas) para crear esta tecnología nueva.
Instaló uno de los primeros motores de Newcomen en More Hall Colliery, en las tierras de Austhorpe Hall en Leeds, donde enfermó y posteriormente murió durante un trabajo de mantenimiento.